# Physalaemus riograndensis
Espèce
Statut de conservation UICN

 LC  : Préoccupation mineure
Physalaemus riograndensis est une espèce d'amphibiens de la famille des Leptodactylidae.

## Répartition
Cette espèce se rencontre jusqu'à 500 m d'altitude, :
- en Argentine dans les provinces de Corrientes, de Formosa, de Santa Fe, de Misiones et d'Entre Ríos ;
- en Uruguay ;
- au Paraguay ;
- au Brésil, dans l'État du Rio Grande do Sul.

## Étymologie
Son nom d'espèce, composé de riogrand[e] et du suffixe latin -ensis, « qui vit dans, qui habite », lui a été donné en référence au lieu de sa découverte, Osório, capitale du Rio Grande do Sul.

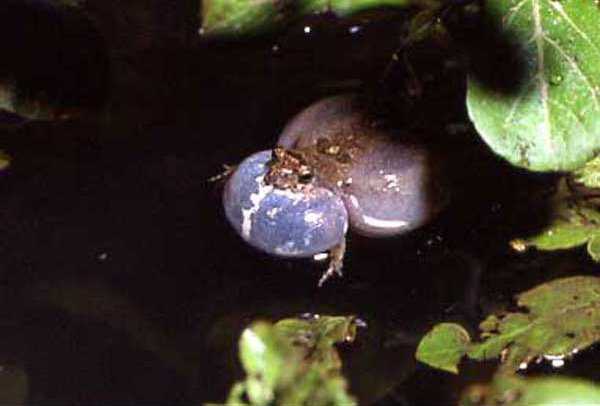
Physalaemus riograndensis

## Publication originale
- Milstead, 1960 : Frogs of the Genus Physalaemus in Southern Brazil with the Description of a New Species. Copeia, vol. 1960, no 2, p. 83-89.